# 罗马尼亚语动词
罗马尼亚语动词变位（罗马尼亚语：conjugarea），是指罗马尼亚语动词为了表达不同的语式、时态、体、人称或数而改变动词词尾的后缀与辅助动词的形式。罗马尼亚语动词可分为三组（也被某些语法分成四组，其中-a组多分出一个-ea组），以动词的不定式后缀分类：分别结尾于-a,-e,-i/-î。 